# François Jouffroy

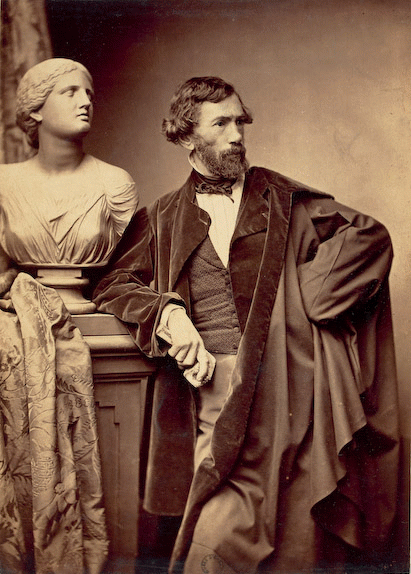
François Jouffroy

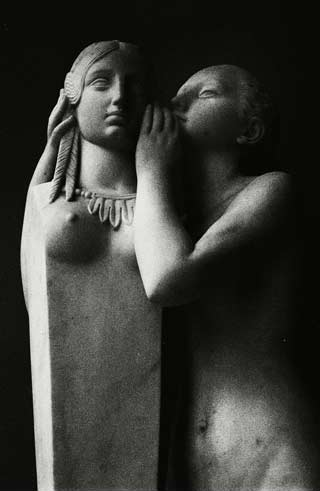
Ein junges Mädchen, welches der Venus ihr erstes Geheimnis anvertraut
Photo : Christophe MOUSTIER - 1994

François Jouffroy (* 1. Februar 1806 in Dijon; † 25. Juni 1882 in Laval (Mayenne)) war ein französischer Bildhauer, Bildschnitzer und Restaurator.

## Leben
Als Sohn eines Bäckers besuchte François Jouffroy ab 1817 die Zeichenschule in Dijon, die von Anatole Devosge geleitet wurde und in der er unter Nicolas Bornier die Bildhauerei erlernt. Nachdem er 1823 einen Preis des Conseil Général de la Cote d’Or gewonnen hatte, konnte er mit dem Preisgeld nach Paris fahren, wo er Schüler von Jules Ramey fils (1796–1852) war, bevor er an der École royale des beaux-arts am 10. April 1824 zugelassen wurde. Bereits 1826 gewann er den zweiten Preis mit seiner Skulptur „La Mort d’Orion“ (Der Tod des Orion).
1832 gewann er den Prix de Rome mit dem Thema „Capanée foudroyé sous les murs de Thèbes“, den er sich mit Jean-Louis Brian (1805–1864) teilen musste. Nach seinem Aufenthalt in der Villa Medici in Rom, die seit 1803 die der Académie des beaux-arts angeschlossene Académie de France à Rome (Französische Akademie in Rom) beherbergt, die 1666 von König Ludwig XIV. gegründet wurde, stellte er nach seiner Rückkehr regelmäßig im Salon zwischen 1835 und 1853 aus. 1835 debütierte er im Salon de Paris mit „Un jeune pâtre napolitain pleurant sur son tombeau“ (Ein junger neapolitanischer Hirte weinend auf seinem Grab).
Im Salon von 1838 erhält er eine Medaille zweiter Klasse für seine Skulptur „Cain après la malédiction“ (Die Verfluchung des Kain).
1839 wird zu seinem größten Erfolg. Er erhält die Goldmedaille für seine Skulptur „Premier secret confié à Vénus“, die von König Louis-Philippe am 4. Januar 1840 gekauft und in das Luxembourg Museum gestellt wurde. (Ein nacktes Mädchen stellt sich auf Zehenspitzen um der Göttin ihr Geheimnis ins Ohr zu flüstern.) Das charmante Thema verführte auch die Zeitgenossen, welche die subtile Vermischung der Ästhetik der Antike mit dem Leben bewunderten.
Sein größter Rivale war Pierre Jean David d’Angers, wenn es um die Vergabe öffentlicher Aufträge ging.
1864 wurde Jouffroy Lehrer (Professeur) an der École des Beaux-Arts in Paris. Zu seinen Schülern, die später auch berühmt wurden, gehörten: Louis-Ernest Barrias, Alexandre Falguière, Per Hasselberg, Augustus Saint-Gaudens, René de Saint-Marceaux, Antonin Mercié, Léopold Morice und António Soares dos Reis.
Die Académie royale de Belgique nahm ihn 1866 als assoziiertes Mitglied auf.
Er starb am 26. Juni 1882 in Laval, Département Mayenne.

## Werk
- Ein junger neapolitanischer Hirte weinend auf seinem Grab (1835)
- Die Verfluchung des Kain (1838)
- Statuette Lamartine
- Ein junges Mädchen, welches der Venus ihr erstes Geheimnis anvertraut (1839, im Luxembourg)
- Die Enttäuschung (1840)
- Frühling und Herbst (1845)
- Die Träumerei  (1848)
- Die Verlassenheit (1853)
- Weihwasserbecken in der Pfarrkirche Saint-Germain-l’Auxerrois
- Christus und die Apostel an der Fassade von St.-Augustin
- Statuen der Strafe und des Schutzes am Justizpalast
- Der lyrischen Poesie an der Neuen Oper zu Paris (1867)